# Consuelo Ynares-Santiago
Consuelo Ynares-Santiago (Binangonan, 5 oktober, 1939) is voormalig Filipijns rechter. Ynares-Santiago werd op 6 april 1999 benoemd als rechter van het Filipijns hooggerechtshof. Zij was daarmee de eerste vrouwelijke rechter van het hof uit de geschiedenis. Op 5 oktober 2009 bereikte ze de verplichte pensioenleeftijd voor Filipijnse rechters. Als opvolger benoemde president Gloria Macapagal-Arroyo rechter Martin Villarama jr..

## Biografie
Ynares-Santiago studeerde in 1962 af aan de University of the Philippines. Haar carrière als rechter begon 11 jaar later toen ze benoemd werd als rechter van de gemeentelijke rechtbank in Cainta. In november 1986 werd ze benoemd als rechter van een regionale rechtbank. Van 1990 tot 1999 was ze rechter van het hof van beroep tot ze op 6 april 1999 werd benoemd als rechter in het Filipijns hooggerechtshof.
In 2007 werd Ynares-Santiago in een serie artikelen van journalist Amado Macasaet van de krant Malaya beschuldigd van corruptie. Een van haar medewerkers zou per ongeluk een doos met smeergeld bestemd voor Ynares-Santiago hebben geopend en daarop zijn ontslagen. Zowel de betrokken medewerker als Ynares-Santiago ontkende de beschuldiging. Er werd eind 2007 een onderzoek opgestart, maar dat werd gehinderd doordat twee van de drie leden van het onderzoeksteam zich terugtrokken wegens persoonlijke redenen. De journalist werd in 2008 veroordeeld voor het weigeren van het vrijgeven van zijn bronnen.
In 2009 bereikte ze de verplichte pensioenleeftijd van 70 jaar.